# Весёлая вдова (фильм, 1934)
«Весёлая вдова» (англ. The Merry Widow) — американский комедийный мюзикл режиссёра Эрнста Любича, вышедший на экраны в 1934 году. Экранизация одноимённой оперетты венгерского и австрийского композитора Франца Легара. Лента получила премию «Оскар» за лучшую работу художника-постановщика (Седрик Гиббонс и Фредрик Хоуп).

## Сюжет
Капитан Данило известен всему небольшому королевству Маршовия своими амурными похождениями. Однажды его внимание привлекает загадочная вдова по имени Соня, которая везде появляется в неизменной чёрной вуали. Проникнув в её сад, Данило пытается пустить в ход своё обаяние, однако вдова отвергает его ухаживания. Тем не менее, он западает ей в сердце, так что после его ухода она решает отправиться в столицу веселья Париж. Король Маршовии Ахмед, обеспокоенный тем, что богатства Сони, владеющей значительной частью королевства, могут достаться в случае её замужества какому-нибудь иностранцу, предлагает отправить в Париж красивого соотечественника, чтобы тот соблазнил вдову. После того, как король застаёт Данило в покоях королевы, именно капитан получает это патриотическое задание в качестве искупления вины...

## В ролях
- Морис Шевалье — князь Данило
- Джанет Макдональд — Соня
- Эдвард Эверетт Хортон — посол Попофф
- Уна Меркель — королева Долорес
- Джордж Барбье — король Ахмед II
- Минна Гомбелл — Марсель
- Рут Ченнинг — Лулу
- Стерлинг Холлоуэй — Мишка
- Дональд Мик — камердинер
- Герман Бинг — Зизипофф

В титрах не указаны
- Лия Лис — журналистка
- Генри Арметта — турок

## Награды
Седрик Гиббонс и Фредрик Хоуп получили премию «Оскар» за лучшую работу художника-постановщика.